# Depressiebaan
Een depressiebaan is de route die een lagedrukgebied heeft gevolgd. In combinatie met de isallobaren kan een idee worden verkregen over het vervolgtraject van de depressie. Een belangrijke factor hierbij is de sturing door de hoogtestroming, wat vooral bij kleinere systemen als zich net ontwikkelende frontale golven een grote invloed heeft. De golven volgen de hoogtestroming met een snelheid van 50 tot 80 procent van de snelheid op het 500 hPa-niveau. Andersom beïnvloedt de uitdieping tijdens de cyclogenese ook de hoogtestroming. De grootte van de trog in de bovenlucht die de depressie volgt wordt groter, met een krimpende luchtstroming aan de voorzijde tot gevolg. De depressiebaan van een frontale depressie zal daardoor ten opzichte van de oorspronkelijke hoogtestroming naar links uitscheren. Bij voldoende uitdieping van een depressie vormen de isobaren ook op het 500 hPa-niveau een gesloten cyclonale wervel en is de sturing van de hoogtestroming niet duidelijk meer waar te nemen.